# Europäische Akademie Otzenhausen

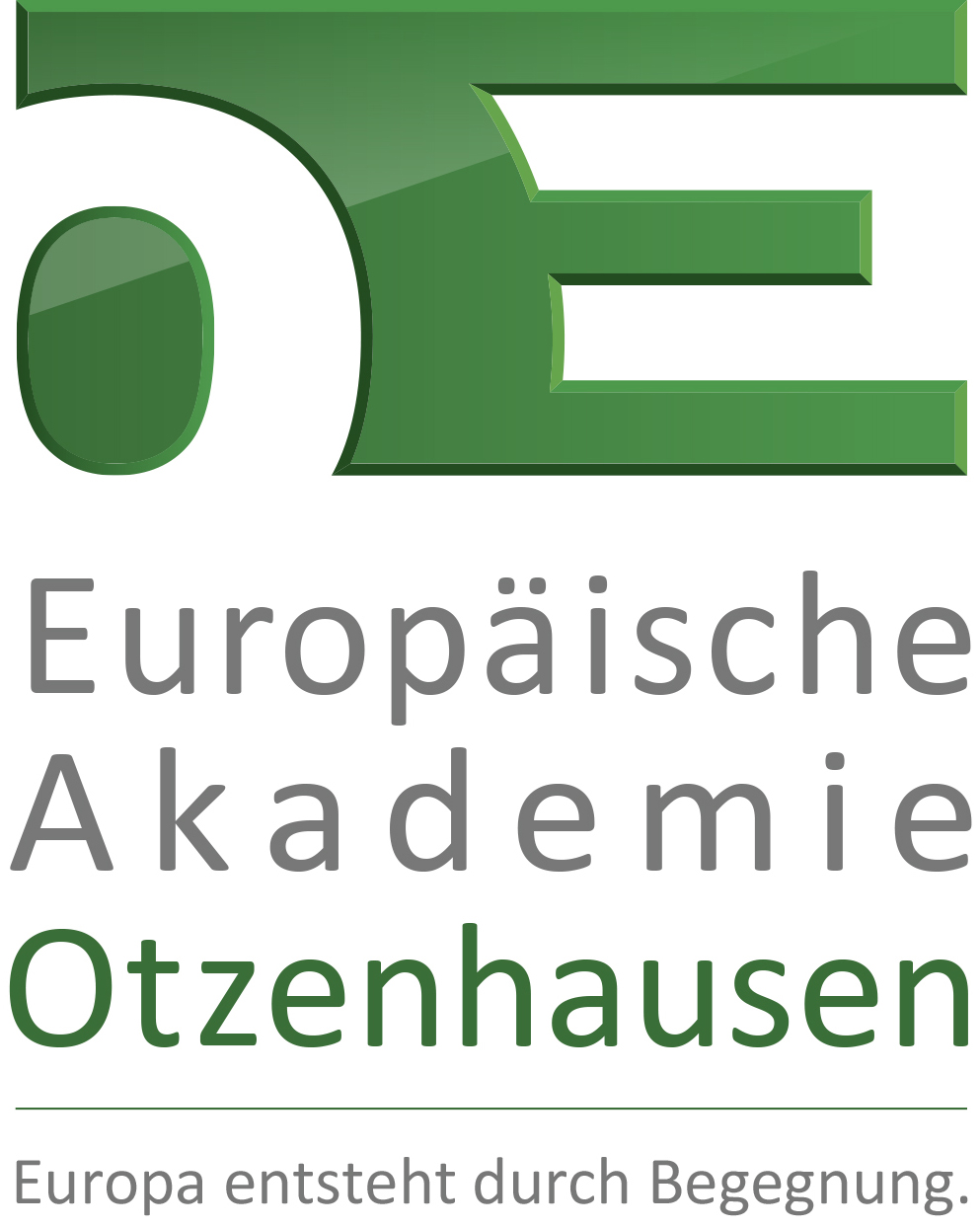
EAO Logo

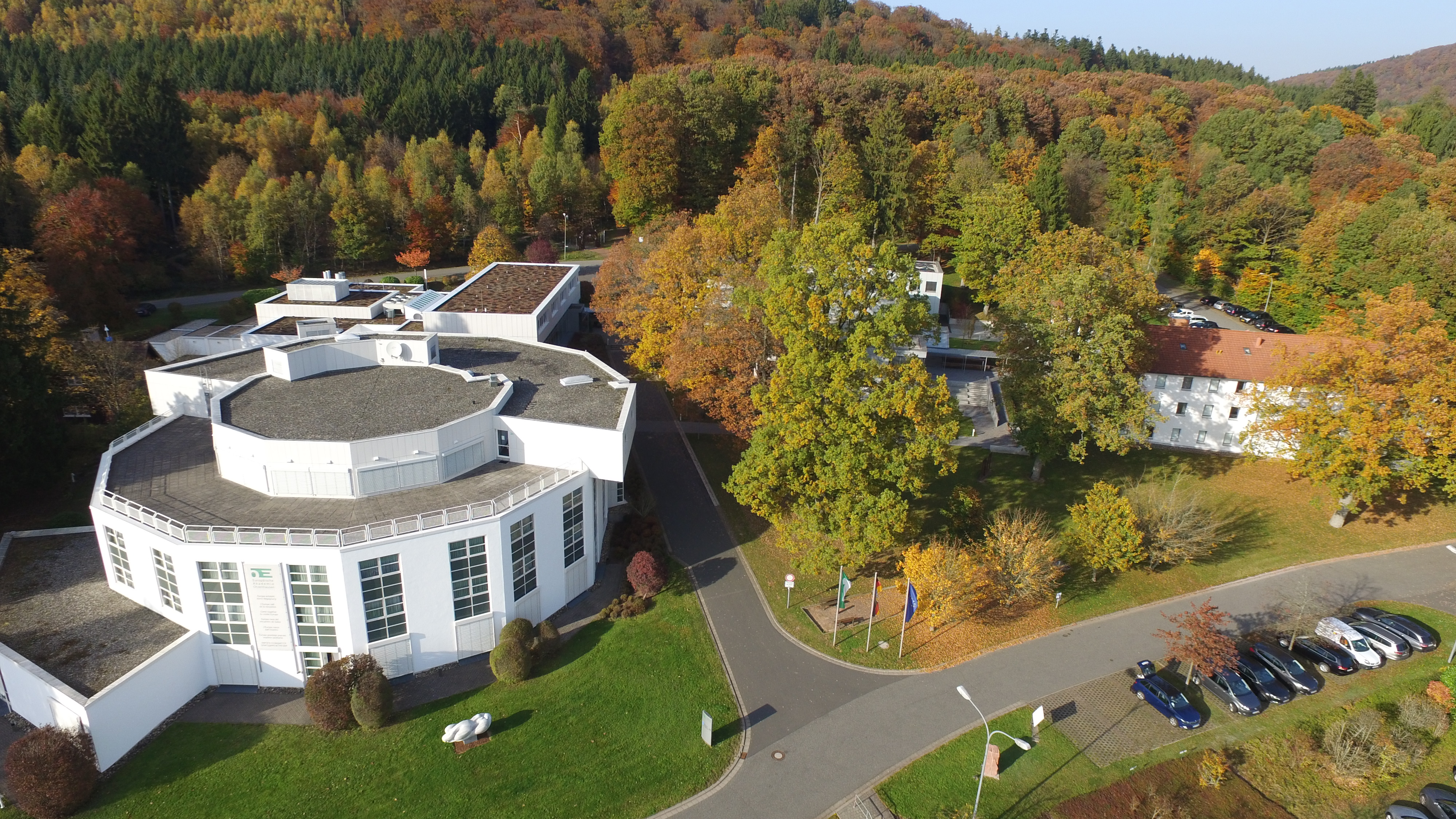
Luftbild EAO 2017

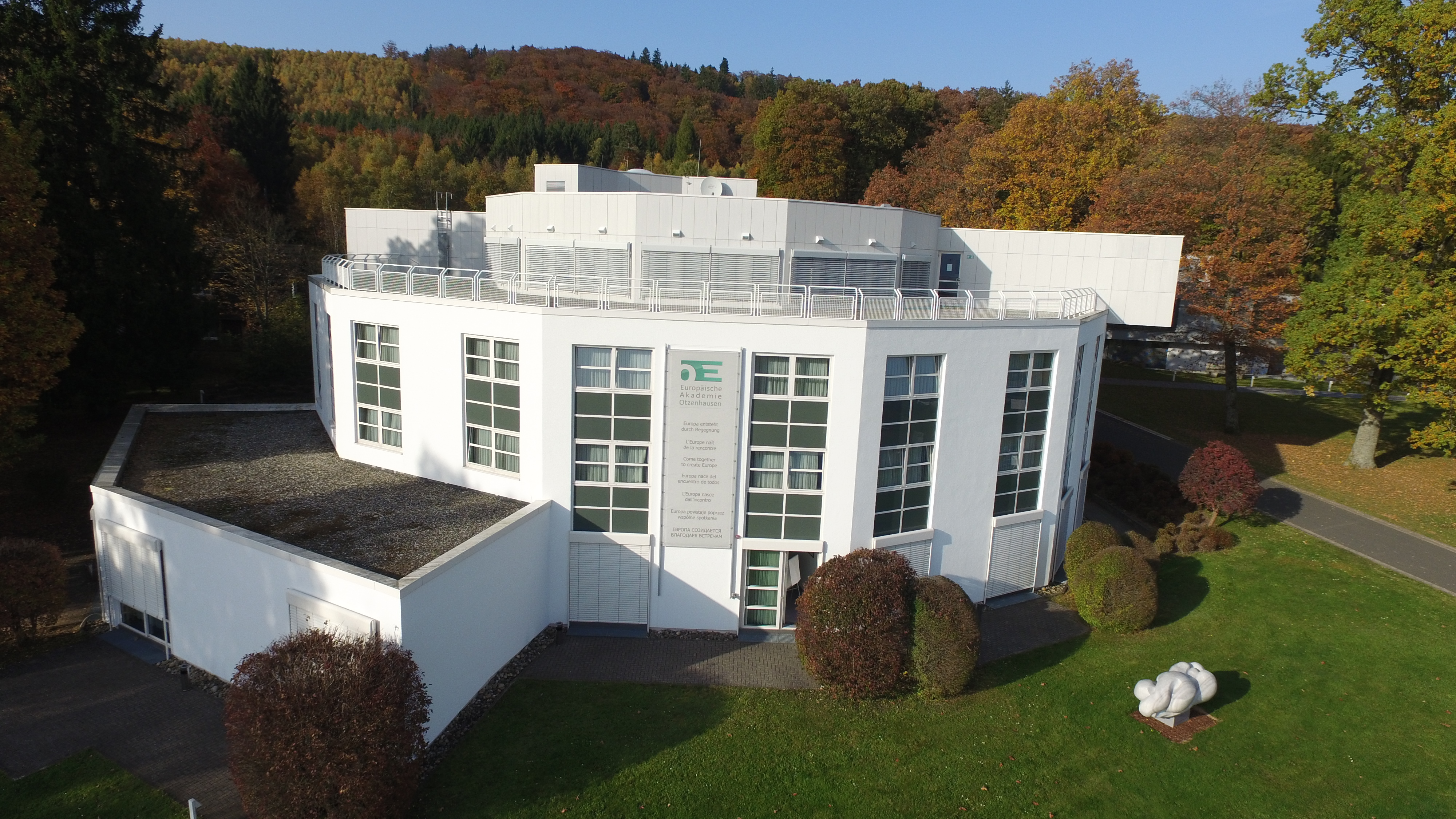
Haus "Europaeum"

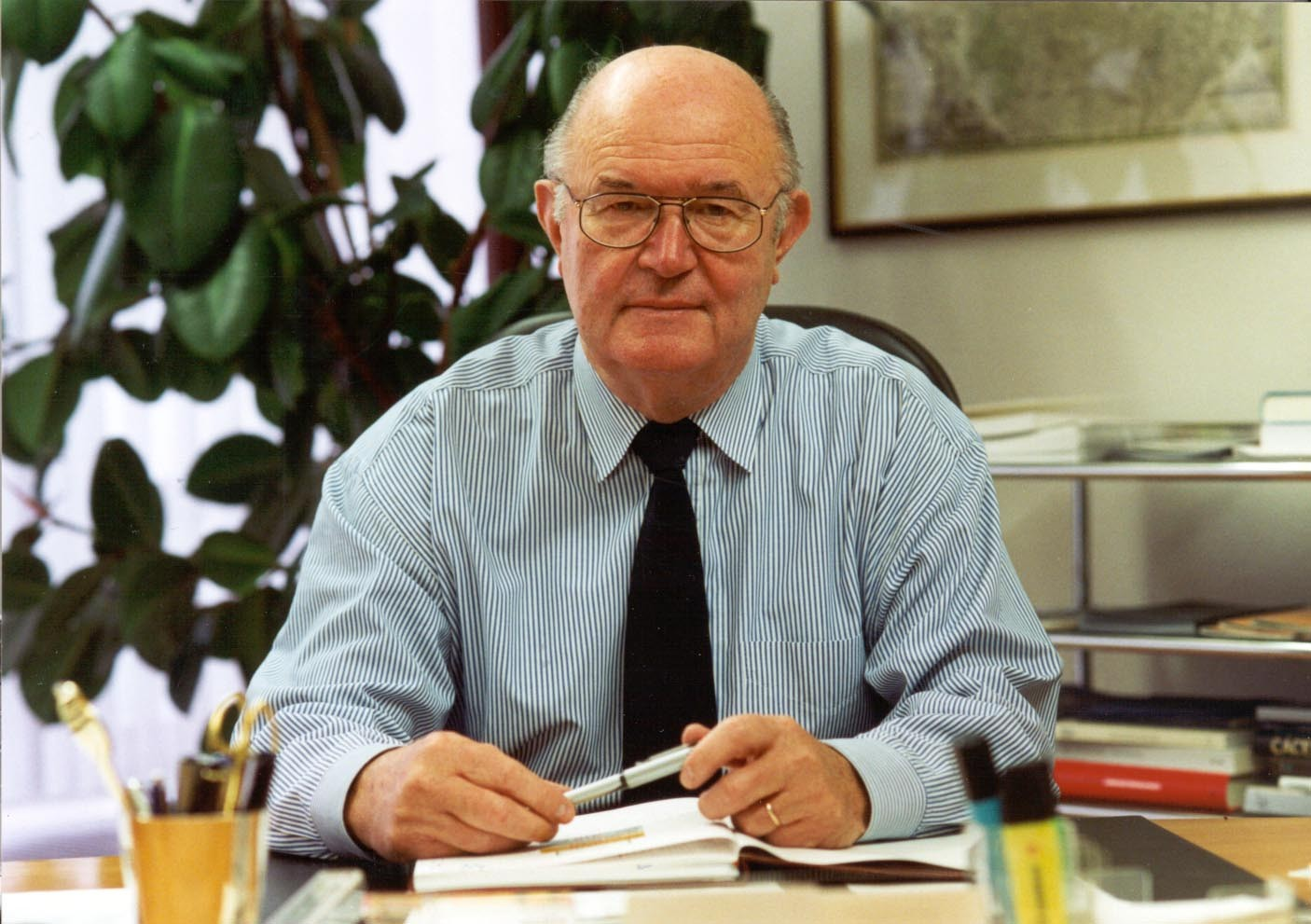
Arno Krause

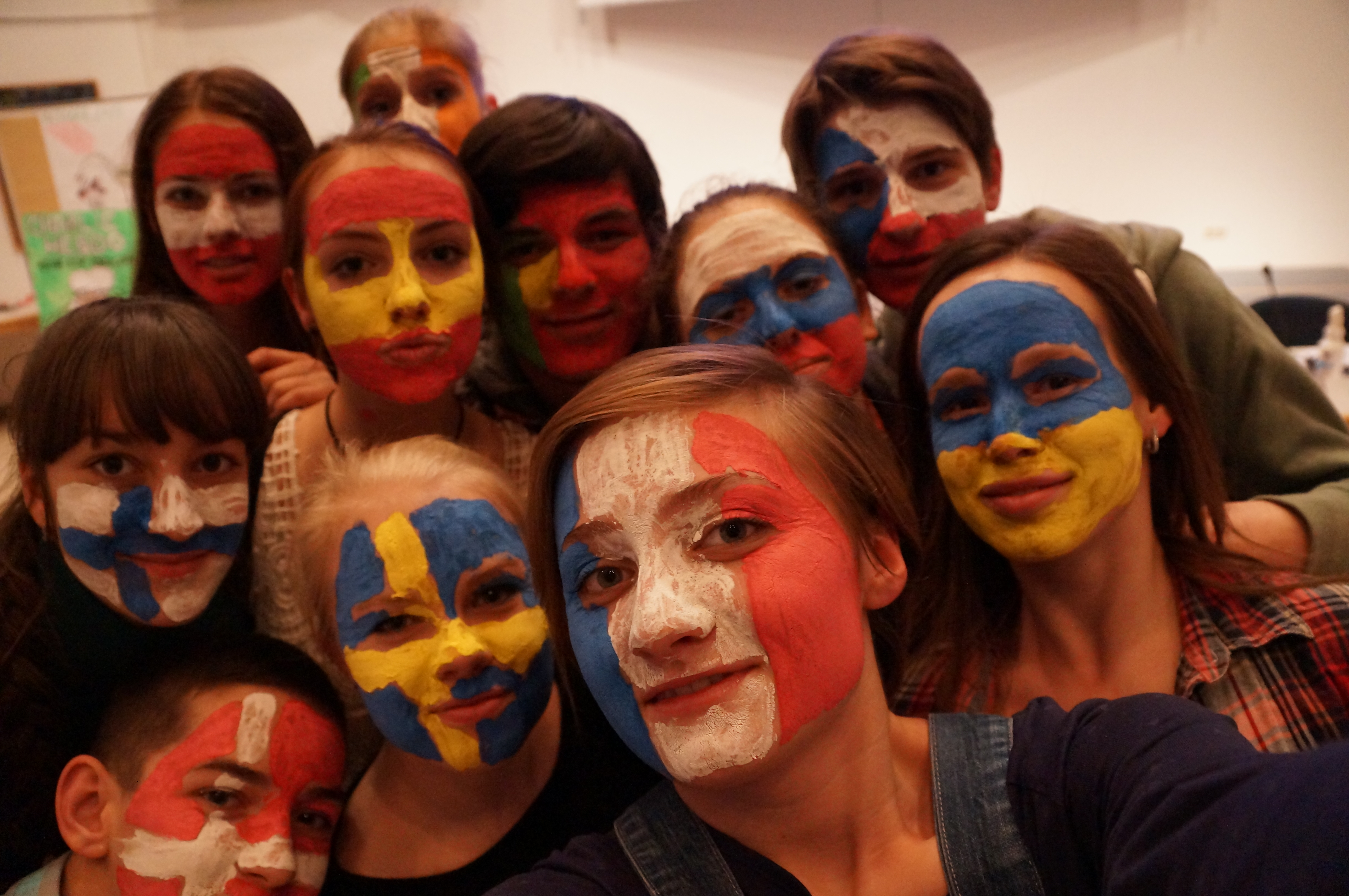
Europäisches Jugendseminar an der EAO

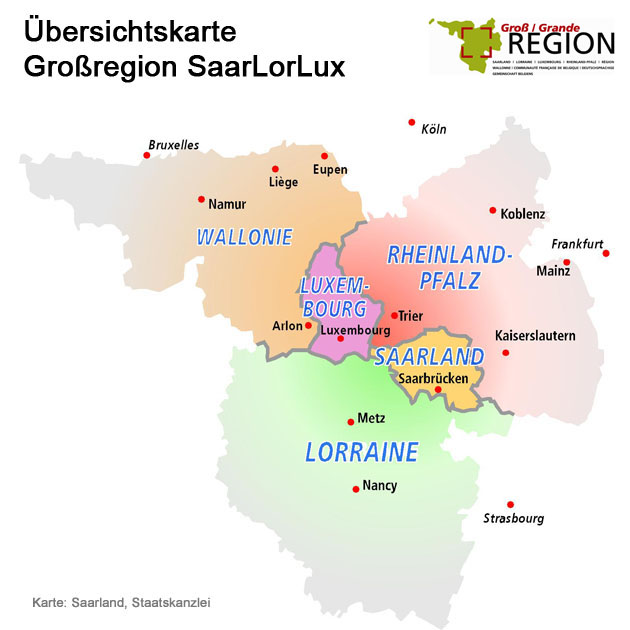
Übersichtskarte der europäischen Großregion

Die Europäische Akademie Otzenhausen gGmbH (EAO) ist eine Nichtregierungsorganisation, eine Bildungs- und Begegnungsstätte in Otzenhausen im Saarland sowie eine der ältesten Europäischen Akademien in Deutschland. Ihr Kerngeschäft ist politische Bildung, insbesondere in den Themenfeldern Europa, Nachhaltige Entwicklung und Rhetorische Kommunikation.
Die Europäische Akademie Otzenhausen ist ein freier Träger der politischen Bildung: unabhängig, überparteilich, überkonfessionell. Sie ist als Träger der Erwachsenenbildung anerkannt nach dem Saarländischen Weiterbildungsgesetz, anerkannter Träger nach den Richtlinien der Bundeszentrale für politische Bildung, freier Träger der Jugendbildung und anerkannte Zentralstelle des Deutsch-Französischen Jugendwerkes. Zweck der Akademie ist es, Informations- und Bildungsarbeit im Bereich von Gesellschaft und Politik zu betreiben, zukunftsfähige Gesellschaften zu schaffen und internationale Verständigung sowie die Einigung Europas zu fördern. Ihr Motto ist „Europa entsteht durch Begegnung“.

## Entstehungsgeschichte
Die Europäische Akademie Otzenhausen gGmbH (früher e. V.) wurde 1954 in dem Ortsteil Otzenhausen der nordsaarländischen Gemeinde Nonnweiler als Begegnungsstätte für die europäische Jugend gegründet. Gründer und langjähriger Leiter war Arno Krause (1930–2018). 1959 wurde die Akademie weiter entwickelt zu einer überparteilichen und  überkonfessionellen Bildungs- und Forschungsstätte für Grundfragen der europäischen Einigung, der deutsch-französischen Zusammenarbeit und der politischen Bildung. Im Laufe der Jahre kamen weitere Bildungsinstitute hinzu: 1968 das Institut für Rhetorik und Methodik (IRM), 1971 das Institut für Regionalpolitische Zusammenarbeit in Innergemeinschaftlichen Grenzregionen (IRI, heute als IGR – Institut der Großregion) und 1991 das Sozialwissenschaftliches Forschungsinstitut (SFI, bis 2005). Das SFI kann als seinerzeit führend in der interdisziplinären DDR-Forschung angesehen werden. Seit 2006 ist die EAO Träger der Bildungsinitiative „Mut zur Nachhaltigkeit“, gemeinsam mit der Asko Europa-Stiftung sowie der Stiftung Forum für Verantwortung. Die EAO war Gründungsmitglied der Fédération internationale des Maisons de l’Europe (FIME) und stellte während ihrer Aktivität von 1972 bis 2005 deren Generalsekretariat.
Die Akademie hat sich im Laufe ihres Bestehens – auch baulich – zu einem modernen Kompetenz- und Kongresszentrum entwickelt, das jährlich über 150 Veranstaltungen, überwiegend mit internationaler Relevanz, anbietet und über 10.000 Gäste und Teilnehmer empfängt. Im Tagungs- und Konferenzbereich  verfügt sie über einen professionellen technischen Standard (Plenum, 12 Gruppenarbeitsräume, Multimedia, Simultan-Dolmetschanlagen für bis zu fünf Sprachen). Die Akademie beschäftigt etwa 50 Mitarbeiter. Geschäftsführer sind Stéphanie Bruel und Marco Wölflinger (Stand: 1. Januar 2019).
Mit Wirkung vom 1. Januar 2007 wurde die Akademie auf Beschluss der Mitgliederversammlung in die Rechtsform einer „gemeinnützigen GmbH“ (gGmbH) mit folgenden Gesellschaftern umgewandelt: Asko Europa-Stiftung, Stiftung Europrofession, Forum für Verantwortung, Stiftung europäische Kultur und Bildung Saarbrücken, Forum Europa Luxemburg.

## Tagungs- und Konferenzzentrum
Die Akademie nutzt ihr Tagungs- und Konferenzzentrum nicht nur für ihre eigenen Bildungsmaßnahmen, sondern stellt es auch Dritten zur Verfügung. Sie bietet 17 helle und flexibel nutzbare Seminar und Gruppenräume, von denen vier über Simultandolmetschanlagen für bis zu fünf Sprachen verfügen. Das Zentrum umfasst außerdem ein Restaurant mit hochwertiger Küche für seine eingebuchten Gäste sowie Übernachtungsmöglichkeiten (108 Betten in 67 Einzel- bis Dreibettzimmern). Unabhängig von seinen Bildungsveranstaltungen steht es auch interessierten Unternehmen, Institutionen usw. ebenso wie Privatpersonen offen.
Die Europäische Akademie Otzenhausen liegt im Sankt Wendeler Land in der Gemeinde Nonnweiler, im saarländischen Teil des Nationalpark Hunsrück-Hochwald, inmitten der europäischen Modellregion SaarLorLux und nahe den europäischen Hauptstädten Luxemburg, Straßburg und Brüssel. In der direkten Umgebung befindet sich der Keltenpark und der keltische Ringwall Otzenhausen. Die Talsperre Nonnweiler ist fußläufig zu erreichen. Auch der Bostalsee ist nur wenige Minuten mit dem Auto entfernt.

## Mitgliedschaften
In ihrer pro-europäischen Mission ist die Europäische Akademie Otzenhausen außerdem Mitglied im Netzwerk Europäische Bewegung. Als Träger der politischen Bildung ist sie ebenfalls Mitglied des Arbeitskreises deutscher Bildungsstätten (AdB), der Gesellschaft der europäischen Akademien (GEA), der Arbeitsgemeinschaft der Ost-West-Institute (OWI), der Regionalen Netzstelle Nachhaltigkeitsstrategien West (Renn.west) sowie des Netzwerks politische Bildung in der Bundeswehr. Des Weiteren ist sie Mitglied des DEHOGA und Partner des Nationalparks Hunsrück-Hochwald.

## Belege
1. ↑  Bildungsprogramme. Abgerufen am 3. März 2021 (deutsch).
2. ↑  Tagen und Genießen. Abgerufen am 8. Dezember 2021 (deutsch).
3. ↑  Netzwerke und Mitgliedschaften. Abgerufen am 3. März 2021 (deutsch).